# جيرمي سيستو
جيرمي سيستو (بالإنجليزية: Jeremy Sisto) ممثل أمريكي ولد في 6 أكتوبر 1974 في غراس فالي، نيفادا، كاليفورنيا في الولايات المتحدة . مثل دور البطولة في مسلسل سوبورغاتوري. وكان أول ظهور سينمائى له في فيلم جراند كانيون عام 1991. درس في جامعة كاليفورنيا لفترة من الوقت ولم يكمل بها. من هواياته ممارسة البوكس والعزف على الجيتار في وقت فراغه. من أشهر افلامه فيلم May عام 2002 مع انجيلا بيتس. و فيلم لفة خاطئة عام 2003 . تزوج مرتين ولديه طفلان.

## الأعمال
| سنة  | أعمال                 | الدور/الوظيفة |
| ---- | --------------------- | ------------- |
| 2018 | إف بي أي              |               |
| 2016 | الجانب الآخر من الباب | مايكل         |
| 2015 | مدينة الشر            | جاك روث       |
| 2014 | نقطة إستراحة          |               |
| 2013 | حياة الضواحي ج3       | جورج التمان   |
| 2012 | حياة الضواحي ج2       | جورج التمان   |
| 2011 | حياة الضواحي          | جورج ألتمان   |
| 2007 | النادلة               | إيرل هانترسون |
| 2004 | Method                | جاك           |
| 2003 | لفة خاطئة             |               |
| 2002 | ماي                   |               |
| 2001 | ستة أقدام تحت الأرض   | بيلي          |

## مواقع خارجية
- جيرمي سيستو على موقع IMDb (الإنجليزية)
- جيرمي سيستو على موقع قاعدة بيانات الأفلام العربية
- جيرمي سيستو على موقع قاعدة بيانات الأفلام العربية
- جيرمي سيستو على موقع ألو سيني (الفرنسية)
- جيرمي سيستو على موقع ميوزك برينز (الإنجليزية)
- جيرمي سيستو على موقع أول موفي (الإنجليزية)
- جيرمي سيستو على موقع قاعدة بيانات برودواي على الإنترنت (الإنجليزية)
- جيرمي سيستو على موقع قاعدة بيانات الأفلام السويدية (السويدية)
- جيرمي سيستو على موقع إن إن دي بي (الإنجليزية)
- جيرمي سيستو على موقع قاعدة بيانات الفيلم (الإنجليزية)